# Little Big Mom
"Little Big Mom" (A Pequena Grande Mãe no Brasil) é o décimo episódio da décima primeira temporada de Os Simpsons. Foi exibido originalmente na Fox nos Estados Unidos em 9 de janeiro de 2000. 
O episódio inclui uma participação de Elwood Edwards e apresenta várias referências a Lucille Ball e seu trabalho na televisão.

## Enredo
Enquanto o resto da família Simpson vai esquiar, Marge permanece na estação de esqui, devido ao seu medo de esquiar, e acaba quebrando a perna depois que um relógio de parede cai sobre ela. Como resultado, Marge é hospitalizada, deixando Lisa no comando da casa. Quando Bart e Homer se recusam a ajudar nas tarefas domésticas, Lisa faz uma brincadeira com eles, fazendo parecer que os preguiçosos têm lepra.

## Referências a Lucille Ball

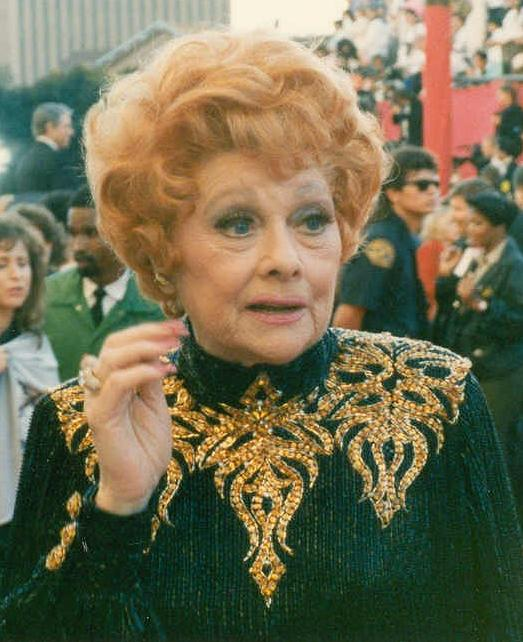
A atriz Lucille Ball, vista aqui apenas quatro semanas antes de sua morte em 1989, é referenciada no episódio.